# Brugmansia
Brugmansia és un gènere de plantes solanàcies amb 7 espècies. Tenen les flors grosses i flairoses, per això reben el nom comú de trompetes dels àngels. Són arbusts o arbres que fan de 3 a 11 m d'alt amb flors pèndules.

## Distribució i hàbitat
Brugmansia són plantes natives de les regions tropicals d'Amèrica del Sud. Com a plantes ornamentals es cultiven a tot el món i s'han naturalitzat a altres zones tropicals.

## Ecologia
La majoria d'espècies de Brugmansia tenen flors flairoses al vespre i atrauen arnes pol·linitzadores. L'espècie Brugmansia sanguinea que no té flors flairoses és pol·linitzada per un colibrí.

## Taxonomia
- Brugmansia arborea (L.) Sweet (Andes - Equador al nord de Xile)
- Brugmansia aurea Lagerh. (Andes - Veneçuela a Equador)
- Brugmansia insignis (Barb.Rodr.) Lockwood ex R.E. R.E.Schult.
- Brugmansia sanguinea (Ruiz i Pav.) D.Don (Andes - Colòmbia a nord de Xile)
- Brugmansia suaveolens (Willd.) Sweet (Sud-est de Brasil)
- Brugmansia versicolor Lagerh. (Equador)
- Brugmansia vulcanicola (A.S.Barclay) R.E.Schult..

## Usos

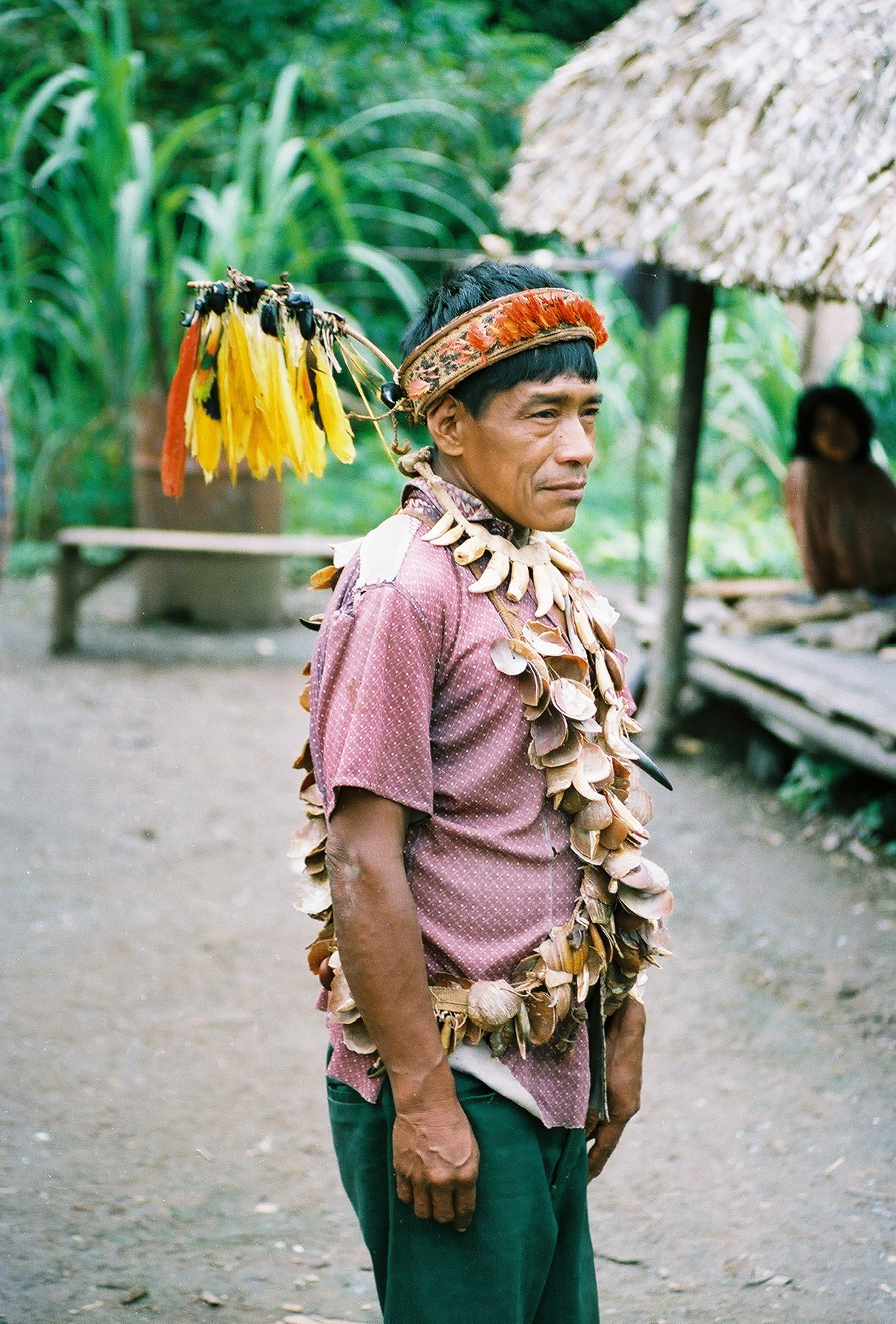
Xaman Urarina, 1988

Brugmansia actualment es fa servir com plantes ornamentals.
Importants alcaloides que es fan servir en medicina com l'escopolamina, hiosciamina, i atropina, es troben en Brugmansia i altres solanàcies emparentades.
També s'havia utilitzat tradicionalment les Brugmansia en moltes cultures ameríndies com a medicina i per usos rituals com hal·lucinògena i per l'endevinació.

## Toxicitat
Totes les parts de les plantes Brugmansia són verinoses, són especialment perilloses les llavors i les fulles.